# گذرگاه کاساندرا
گذرگاه کاساندرا (به انگلیسی: The Cassandra Crossing) فیلمی بریتانیایی در سبک فاجعه، ساختهٔ سال ۱۹۷۶ به کارگردانی جرج پی کوزماتوس است.
در این فیلم برت لنکستر، ریچارد هریس، اوا گاردنر، سوفیا لورن، مارتین شین، لی استراسبرگ، لایونل استندر و او.جی. سیمپسون نقش‌آفرینی می‌کنند.

## داستان
یک تروریست سوئدی، که در جریان حمله‌ای به یک هیئت آمریکایی در سازمان جهانی بهداشت با باکتری طاعون آلوده شده، در جریان فرار خود، باعث آلودگی مسافران یک قطار که از ژنو به استکهلم می‌رود به این باکتری می‌شود.
ارتش آمریکا این قطار را مهر و موم می‌کند و قصد دارد آن را به یک خط متروکهٔ راه‌آهن زمان نازی‌های در لهستان بفرستد. این خط از پلی فولادی به نام «گذرگاه کاساندرا» می‌گذرد که از سال ۱۹۴۸ از آن استفاده نشده و احتمال این‌که با گذرِ قطار فروبریزد بسیار زیاد است.
نام این پل از نام کاساندرای، پیشگوی افسانه‌ای، گرفته شده که مردم محل با مرتبط دانستن آیندهٔ این پل با افسانه‌ها، با این باور که این پل سال‌ها پیش از این باید فرومی‌ریخته، محل اطراف این پل را ترک کرده‌اند….